# Amirani (esogeologia)
Amirani è un vulcano attivo su Io, la più interna delle lune galileiane di Giove. Si trova nell'emisfero anteriore di Io a 24.46° N e 114.68° W. Il vulcano è responsabile della più grande colata di lava dell'intero sistema solare.
Il vulcano è stato osservato per la prima volta in immagini acquisite dalla sonda Voyager 1 nel marzo 1979. Più tardi quell'anno, l'Unione Astronomica Internazionale ha chiamato questo Amirani come il dio del fuoco armeno.

## Composizione fisica
Amirani ha più o meno la stessa età di Giove, che ha circa 4,5 miliardi di anni. È circondato dal Gish Bar Patera. All'interno delle montagne del cratere, Amirani si trova al centro di un campo di lava solforica ghiacciata costituita da una fossa vulcanica a forma di semicerchio, larga 37 chilometri, che è collegata a un flusso di lava di 330 chilometri da uno stretto canale. La metà meridionale del campo di flusso di Amirani è circondata da un pennacchio bianco di depositi diffusi di anidride solforica (SO2) luminosi composti da basalto e silice, che congelano e cadono al suolo durante le eruzioni. 

## Eruzioni
Le recenti colate laviche osservate dalla sonda Galileo sembrano aver coperto circa 620 chilometri quadrati di Io in meno di cinque mesi, quasi 6 volte maggiore della superficie coperta dalle colate laviche del vulcano hawaiano Kīlauea nell'arco di 21 anni. Questo vulcano assume le caratteristiche di un vulcano a scudo sulla Terra, in cui le sue eruzioni creano flussi di lava e producono enormi quantità di lava costituite principalmente da materiale basaltico e zolfo. La sua attività geologica è creata dalle forze di marea portate da Giove. Le eruzioni di Amirani sono controllate dall'orbita che Io prende attorno a Giove. Il vulcano erutta fino a raggiungere una temperatura di 1.650 gradi Celsius. A differenza dei vulcani sulla Terra, Amirani può eruttare per anni alla volta con flussi di lava costanti che si riversano sulla superficie di Io.

## Etimologia del nome
Il vulcano è stato chiamato Amirani come il mitico eroe georgiano del 3.000 al 2.000 a.C. Amirani era considerato l'equivalente di Prometeo, il titano, che è anche il nome di un altro vulcano su Io. Si dice che Amirani, figlio di Dalì, la grande dea della caccia, abbia sfidato Dio introducendo l'uso del metallo a tutti coloro con cui entrava in contatto. La punizione di Dio era quella che Amirani doveva essere incatenato sulle scogliere del Caucaso, e lasciato morire. Mentre Amirani lottava per liberarsi, un'aquila gli attaccò il fegato, e così morì.